# طبیعت سرزمین میانه
طبیعت سرزمین میانی کتابی است که در سال ۲۰۲۱ از مطالب منتشر نشده قبلی درباره رشته‌افسانه‌های تالکین، که توسط محقق کارل اف. هاستتر گردآوری و ویراستاری شده است. برخی از مقالات قبلاً در مجله زبان‌شناسی الفی وینیار تنگوار منتشر شده بود، جایی که هاستتر ویراستار قدیمی آن بوده است.

## کتاب

### تاریخچه انتشار
این کتاب توسط هارپرکالینز و مارینر بوکز در سال ۲۰۲۱ منتشر شد. این کتاب شامل مجموعه‌ای از مقالات و بخش‌هایی از داستان‌های جی. آر. آر. تالکین در مورد سؤالات مربوط به عملکرد دنیای فانتزی او، سرزمین میانه است که توسط محقق کارل اف. هاستتر ویراستاری شده است.
کارل اف. هاستتر ویراستار کتاب در مصاحبه‌ای قبل از انتشار کتاب گفت که او تقریباً ۲۵ سال پیش، زمانی که بسته‌ای از کاغذهای فتوکپی شده را دریافت کردم که کریستوفر تالکین از آن‌ها به عنوان «مقالات متأخر فیلولوژیک» یاد می‌کرد، کار بر روی چیزی را شروع کردم که به «طبیعت سرزمین میانه» تبدیل می‌شد.

### فهرست
کتاب در سه بخش به همراه ضمائم می‌باشد. بخش اول شامل ۲۳ فصل در مورد زمان و سالمندی است که شامل دوران والیان و سوالات مقیاس‌های زمانی و اینکه آیا زمان الفی متفاوت است یا خیر. بخش دوم شامل ۱۷ فصل در مورد بدن، ذهن و روح است، مسائلی از جمله زیبایی، خوبی، جنسیت و جنسی. اینکه کدام موجودات ممکن است ریش داشته باشند; سرنوشت و اراده آزاد آنها چگونه است؛ آیا الف‌ها تناسخ می‌یابند. آنچه والارها می‌دانند و آنها و مایارها به چه شکل‌های قابل مشاهده‌شدن هستند و همچنین مرگ چگونه است. بخش سوم شامل ۲۲ فصل در مورد جهان، سرزمین‌ها و ساکنان آن است، که شامل موضوعاتی مانند تاریکی و روشنایی، نحوه ساخت نان لمباس، خوردن قارچ و اطلاعاتی درباره گالادریل و کلبورن است. ضمائم موضوعات متافیزیکی و الهیاتی و واژه نامه‌ای از اصطلاحات در کوئنیا را پوشش می‌دهد.